# Baumnock

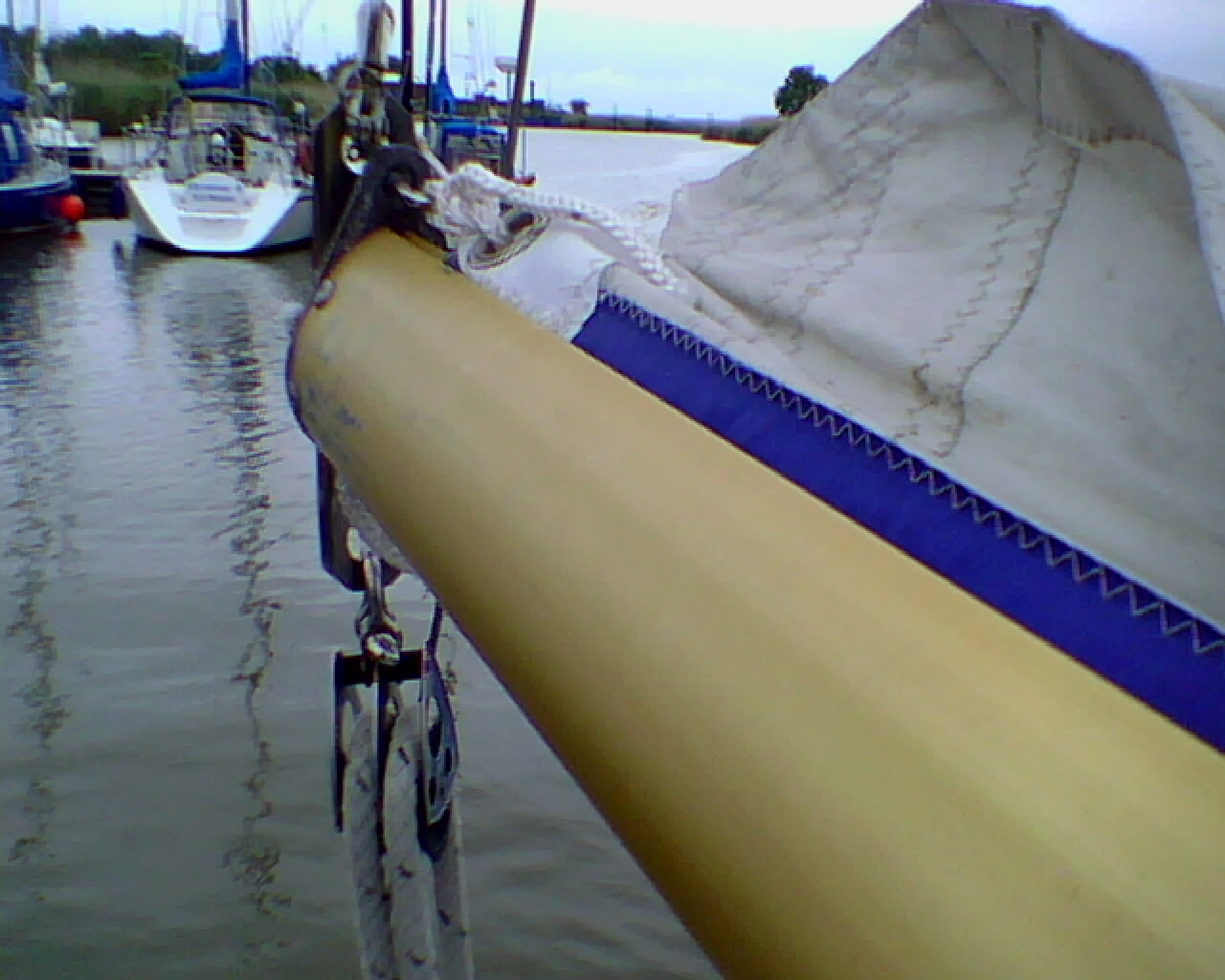
Die Baumnock einer Leisure 17

Die Baumnock nennt man das hintere Ende eines Baumes auf einem (Segel-)Schiff. Ein Baum dient zur Befestigung des unteren Teils eines Segels, genannt Unterliek. Handelt es sich z. B. um den Großbaum (der Baum an dem das Großsegel angeschlagen wird), so spricht man von der Großbaumnock.